# Campionato del mondo rally 1976
Il Campionato del mondo rally 1976 è stata la 4ª edizione del Campionato del mondo rally. Fu valida solo per il campionato costruttori.

## Risultati
| #  | Data             | Rally                            | Vincitore           | Vettura                    |
| -- | ---------------- | -------------------------------- | ------------------- | -------------------------- |
| 1  | 17 - 24 gennaio  | Rally di Monte Carlo             | Sandro Munari       | Lancia Stratos             |
| 2  | 20 - 22 febbraio | Rally di Svezia                  | Per Eklund          | Saab 96 V4                 |
| 3  | 10 - 14 marzo    | Rally del Portogallo             | Sandro Munari       | Lancia Stratos             |
| 4  | 15- 19 aprile    | Safari Rally                     | Joginder Singh      | Mitsubishi Lancer 1600 GSR |
| 5  | 22 - 28 maggio   | Rally dell'Acropoli              | Harry Källström     | Datsun 160J                |
| 6  | 22 - 27 giugno   | Rally internazionale del Marocco | Jean-Pierre Nicolas | Peugeot 504 TI             |
| 7  | 27 - 29 agosto   | Rally di Finlandia               | Markku Alén         | Fiat 131 Abarth Rally      |
| 8  | 6 - 8 ottobre    | Rally di Sanremo                 | Björn Waldegård     | Lancia Stratos             |
| 9  | 6 - 7 novembre   | Tour de Corse                    | Sandro Munari       | Lancia Stratos             |
| 10 | 27 - 30 novembre | Rally di Gran Bretagna           | Roger Clark         | Ford Escort RS1800         |

## Classifica
| Classifica costruttori | Classifica costruttori | Classifica costruttori |
| Pos.                   | Scuderia               | Punti                  |
| ---------------------- | ---------------------- | ---------------------- |
| 1                      | Lancia                 | 112                    |
| 2                      | Opel                   | 57                     |
| 3                      | Ford                   | 47                     |
| 4                      | Saab                   | 43                     |
| 5                      | Datsun                 | 39                     |
| 6                      | Toyota                 | 35                     |
| 7                      | Fiat                   | 32                     |
| 8                      | Peugeot                | 31                     |
| 9                      | Mitsubishi             | 20                     |
| 10                     | Porsche                | 14                     |